# Azobis(isobutyronitril)
Azobis(isobutyronitril) (meist abgekürzt als AIBN) ist eine organische Verbindung, die zu den Stoffklassen der Azoverbindungen und Nitrile zählt. Es ist ein vielgenutzter Radikalstarter sowohl in der organischen Synthese als auch in Polymerisationsreaktionen zur Herstellung von Kunststoffen.

## Herstellung
AIBN wird über die Strecker-Synthese von Aceton, Natriumcyanid und Hydraziniumsulfat hergestellt. Das durch Kondensation entstehende 1,2-Bis(2-methylpropionitrilo-2-yl-)hydrazin wird anschließend zu AIBN oxidiert, zum Beispiel durch Chlor.

## Eigenschaften und Reaktionen
AIBN zersetzt sich ab einer Temperatur von über 25 °C unter Abgabe von molekularem Stickstoff in zwei Isobutyronitril-Radikale. Die Entstehung des Stickstoffs liefert die nötige Triebkraft für die Zerfallsreaktion. Dieser Zerfall kann bereits durch Schlag oder Reibung geschehen. Unter Bestrahlung erfolgt der Zerfall schrittweise. Die Spezies die unter Abspaltung eines Nitrilradikals entsteht, vor Abspaltung von Stickstoff unter Bildung des zweitens Nitrilradikals, ist bei −196 °C mehrere Tage haltbar.
Die Halbwertszeit der Zersetzung von AIBN ist 17 Stunden bei 60 °C und 1,1 Stunden bei 80 °C.

## Verwendung
AIBN ist der wichtigste Radikalstarter aus der Gruppe der Azoverbindungen, gefolgt von Azobis(cyclohexancarbonitril).